# Panchlora
Panchlora es un género de cucarachas de la familia Blaberidae.
Generalmente miden 20-25 mm, raramente hasta 50 mm. El adulto es verde brillante con un borde amarillo en el pronoto. Las ninfas son marrones o negras. Son activas de noche.

## Especies
- Panchlora acolhua Saussure & Zehntner, 1893
- Panchlora alcarazzas (Serville, 1838)
- Panchlora aurora Hebard, 1926
- Panchlora azteca Saussure, 1862
- Panchlora bidentula Hebard, 1916
- Panchlora cahita Hebard, 1922
- Panchlora camerunensis Borg, 1902
- Panchlora carioca Rocha e Silva, 1959
- Panchlora colombiae Hebard, 1919
- Panchlora cribrosa Saussure & Zehntner, 1893
- Panchlora dumicola Rocha e Silva & Gurney, 1962
- Panchlora erronea Saussure, 1870
- Panchlora exoleta Burmeister, 1838
- Panchlora festae Giglio-Tos, 1898
- Panchlora fraterna Saussure & Zehntner, 1893
- Panchlora gracilis Rocha e Silva & Lopes, 1977
- Panchlora hebardi Princis, 1951
- Panchlora heterocercata Princis, 1951
- Panchlora irrorata Hebard, 1925
- Panchlora isoldae Lopes & Oliveira, 2000
- Panchlora itabirae Princis, 1951
- Panchlora lancadon Saussure, 1864
- Panchlora latipennis Saussure & Zehntner, 1893
- Panchlora maracaensis Lopes & Oliveira, 2000
- Panchlora mexicana Saussure, 1862
- Panchlora minor Saussure & Zehntner, 1893
- Panchlora montezuma Saussure & Zehntner, 1893
- Panchlora moxa Saussure, 1862
- Panchlora najas Dohrn, 1888
- Panchlora nigricornis Walker, 1868
- Panchlora nigriventris Shelford, 1912
- Panchlora nivea (Linnaeus, 1758)
- Panchlora panchlora Princis, 1951
- Panchlora peruana Saussure, 1864
- Panchlora petropolitana Rocha e Silva & Lopes, 1977
- Panchlora prasina Burmeister, 1838
- Panchlora pulchella Burmeister, 1838
- Panchlora quadripunctata Stoll, 1813
- Panchlora regalis Hebard, 1926
- Panchlora sagax Rehn & Hebard, 1927
- Panchlora serrana Rocha e Silva, 1959
- Panchlora stanleyana Rehn, 1931
- Panchlora stolata Borg, 1902
- Panchlora thalassina Saussure & Zehntner, 1893
- Panchlora tolteca Saussure, 1873
- Panchlora translucida Kirby, 1903
- Panchlora viridis (Fabricius, 1775)
- Panchlora vosseleri Shelford, 1908
- Panchlora zendala Saussure, 1862